# Ágnes Hranitzky
Ágnes Hranitzky (Derecske, 4 de julio de 1945) es una editora y directora de cine húngara, directora de varias películas premiadas, entre ellas El caballo de Turín, El hombre de Londres y  Armonías de Werckmeister. Es conocida por sus colaboraciones con Béla Tarr.

## Carrera en el cine
Hranitzky empezó a trabajar en los años 1970 como editora cinematográfica de películas húngaras. Empezó a colaborar con el director Béla Tarr en 1981, editando su película The Outsider. Desde entonces, ha trabajado siempre junto a su esposo, dirigiendo juntos las películas.
En 2000, dirigió con la película Werckmeister Harmóniák. Esta película ocupó el número 56 entre las 100 mejores películas del siglo XXI según la BBC. En la decenal encuesta Sight and Sound del British Film Institute, diez críticos y cinco directores votaron a Werckmeister Harmonies como una de las diez mejores obras de cine jamás realizadas: la colocó en el puesto 171 en la encuesta de los críticos y 132 en la encuesta de los directores. Según They Shoot Pictures, Don't They, un sitio web que calcula estadísticamente las películas más bien recibidas, es la 11.ª película más aclamada desde 2000.
En 2007, dirigió El hombre de Londres, La película se estrenó en competición en el Festival de Cannes de 2007.
En 2011, dirigió El caballo de Turín, la cual se estrenó el mismo año en el 61.er Festival Internacional de Cine de Berlín, donde recibió el Premio del Jurado. Esta película ocupó el número 63 entre las 100 mejores películas del siglo XXI según la BBC.

## Vida personal
Hranitzky estuvo casada con el director Béla Tarr desde 1978.